# 布莱克德
布莱克德（德語發音：[ˈbleːkədə]）是德国下萨克森州的一个市镇。总面积140.49平方公里，总人口9633人，其中男性4670人，女性4963人（2011年12月31日），人口密度69人/平方公里。

## 友好城市
- 法國 托特